# Первая ценовая зона
Первая ценовая зона оптового рынка электроэнергии географически покрывает Европейскую часть России и часть Западной Сибири. Исключения составляют: Архангельская область, Республика Коми и Калининградская область, которые относятся к неценовым зонам из-за изолированности этих энергозон, оторванности от объединённых энергосистем (ОЭС) и слабым перетокам.
В ценовых зонах возможна конкуренция между генераторами (производителями электроэнергии и мощности). Основной конкурентный рынок электроэнергии — рынок на сутки вперёд (РСВ). На нём проводятся торги и рассчитываются цены для ценовых зон. Первая ценовая зона покрывает ОЭС Центра, ОЭС Северо-Запада, ОЭС Урала, ОЭС Юга, ОЭС Средней Волги. При этом вторая ценовая зона состоит из ОЭС Сибири.